# SBB Re 4/4 IV
Als Re 4/4IV wurden die vierachsigen Prototyp-Lokomotiven bezeichnet, welche von SLM und BBC für die SBB gebaut wurden. Heute sind diese vier Lokomotiven als Re 446 bei der Eisenbahndienstleister GmbH im Einsatz. Aufgrund ihres lauten Luftgeräusches erhielten sie den Beinamen „Staubsauger“, alternativ wurden sie wegen der eckigen Kastenform auch „Container“ genannt.

## Geschichte

### Vorgeschichte
In den 1970er-Jahren evaluierten die SBB für die Schweiz geeignete Formen des Hochgeschwindigkeitsverkehrs. Das Projekt Bahn 2000 nahm allmählich Form an und verschiedene Kosten-Nutzen-Analysen führten zur Erkenntnis, dass Infrastruktur und Rollmaterial für eine Geschwindigkeit von maximal 200 km/h ausgelegt werden sollten.
Die im Einsatz stehenden und zuverlässigen Re 4/4II waren für diesen Zweck zu schwer. Die eingesetzte Technik kann nicht mehr Leistung liefern, respektive es geht die mit der Re 4/4III vorgenommene Zugkraftsteigerung auf Kosten der Geschwindigkeit. Richtungsweisend war der Einsatz der Gleichrichtertechnik, welche allerdings noch in den Kinderschuhen steckte und bei den seit 1974 im Einsatz stehenden Prototyp-Triebzügen RABDe 8/16 ständig Probleme bereitete.

### Konstruktion, Design, Technik und Erfahrungen
Aufgrund dieser bekannten Fehleranfälligkeit stellten die SLM und die BBC gemeinsam vier Prototyp-Lokomotiven her, welche in den Grundzügen den RABDe 8/16 gleichen. Um Gewicht einzusparen, wurden die Lokomotiven in Leichtstahl-Bauweise ausgeführt, um die schwere Technik unterbringen zu können – dadurch kann die Achslast bei 20 Tonnen gehalten werden. Analog zu den RABDe 8/16 kamen von Gleichrichtern gespeiste Wellenstrommotoren zum Einsatz. Da es sich um Prototypen handelt, bekamen zwei Lokomotiven Getriebe von BBC, die anderen beiden solche von der SLM. Die eingesetzte Technik erlaubte eine Höchstgeschwindigkeit von 160 km/h und die Dauerleistung von etwas über 5050 kW bei etwa 85 km/h.
Im April 1982 absolvierte die Lokomotive 10101 ihre erste Probefahrt und wurde im Oktober als letzte der vier an die SBB abgegeben – ihre Schwestermaschinen waren bereits im Sommer an die SBB übergangen. Anfang 1983 erbrachte die 10104 im Heitersberg-Tunnel den Nachweis, dass sie die Geschwindigkeit von 175 km/h erreichen kann, welche notwendig ist, um eine Zulassung für 160 km/h zu erhalten. Da die SBB neue Farbschemata testeten, bekam bei Ablieferung jede der vier Lokomotiven eine andere Lackierung. Die 10101 hatte rote Führerhäuser und dunkelgraue Seitenwände, die 10102 die gleiche Farbaufteilung mit hellgrauen Seitenwänden. Die 10103 wurde komplett rot lackiert mit einem überdimensionalen SBB-Signet. Daraus resultierte im Nachhinein das Design für die SBB HGe 4/4II und die SBB Re 460. Die 10104 war ebenfalls komplett rot, aber mit kleinem SBB-Signet, wie die 10101 und 10102.
Die Lokomotiven verfügen über eine elektrische Bremse, die aber nur als Widerstandsbremse ausgeführt ist, da der Stand der Technik 1982 die Rekuperationsbremsung mit Thyristorsteuerung noch nicht erlaubte. Es zeigte sich auch, dass die Entstörungsmassnahmen aufwändiger waren als zunächst erwartet; in den Anfangsjahren kam es mehrfach zur Beeinflussung von Sicherungs- und Signalanlagen.

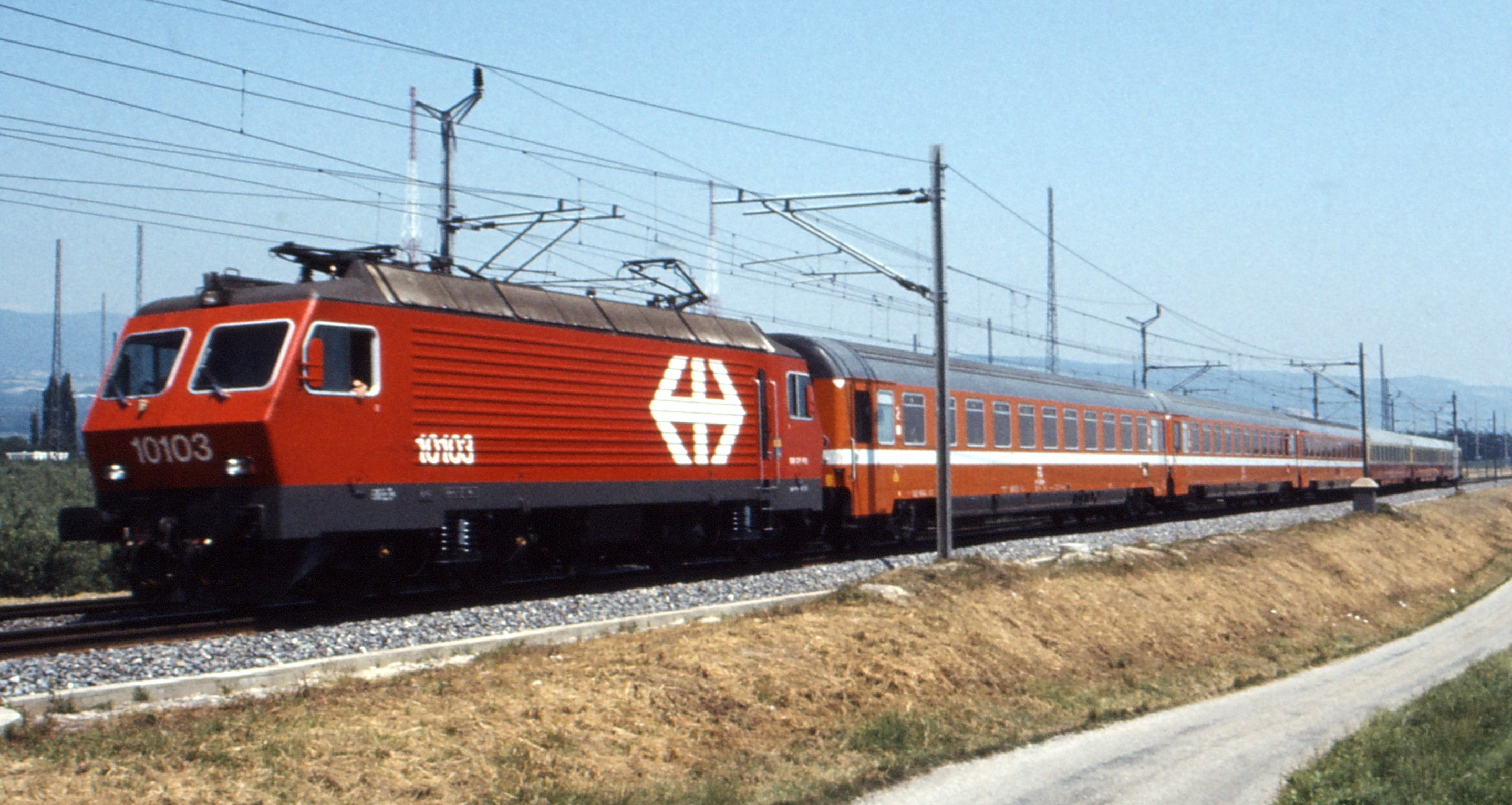
Re 4/4 IV 10103

Trotz ständiger Verbesserungen an der Lok-Technik und ausgebügelter Kinderkrankheiten stand 1985 fest, dass die Lokomotive nicht in Serie gehen würde. Die für 1990 geplante Einführung der S-Bahn Zürich stand für die SBB im Vordergrund, während ein kurzzeitiger Verkehrsrückgang und die sich verzögernden Neubaustrecken erst mittelfristig entsprechendes Rollmaterial benötigten. Studien von SLM und BBC belegen darüber hinaus, dass die gewünschte universelle Hochgeschwindigkeitslokomotive für 200 km/h, die heute als SBB Re 460 existiert, noch weiterer Entwicklungsarbeit bedurfte. Die SBB gingen darauf ein und vergaben einen entsprechenden Entwicklungsauftrag. Anfänglich war eine Typenbezeichnung Re 4/4IV vorgesehen.
Die vier Re 4/4IV bleiben damit Einzelexemplare.

### Einsatz und Werdegang bei den SBB
Sie waren insbesondere am Genfersee, im Wallis und gelegentlich auch zwischen Zürich und St. Margrethen anzutreffen. Im Jahr 1984 lautete ein Werbeslogan der SBB «In Zukunft die Bahn». Auf verschiedenen Bahnhöfen wurde eine Leistungsschau mit verschiedenem Rollmaterial durchgeführt. Ausgestellt war auch die Re 4/4IV 10102. Ende 1986 bekamen alle vier Maschinen, die dem Depot Lausanne zugeteilt waren, eine einheitliche Lackierung im sogenannten verkehrsrot und der bis 1992 prägenden Bahn-2000-Werbung. Dann wurde ihr äusseres Erscheinungsbild den SBB Re 460 angeglichen. Plandienst leisteten die Lokomotiven im Wallis. Wer sich erhoffte, eine Re 4/4IV im Regeldienst anzutreffen, musste damit rechnen, dass der Zug mit einer SBB Re 4/4II oder einer SBB Re 6/6 bespannt war – so sah es der Einsatzplan vor, wenn eine Re 4/4IV ausfiel. Die grosszügig ausgebaute Strecke im Rhonetal diente den SBB als Versuchsstrecke und war lange Zeit der einzige nennenswerte Abschnitt, welcher punktuell mit bis zu 160 km/h befahren werden konnte. Anfang 1987 folgten weitere Geschwindigkeitsversuche, bei welchen eine der Loks 188 km/h erreichte und ein Dreigespann den Schweizer Geschwindigkeitsrekord von 192 km/h aufstellte, welcher 1992 von den Re 460 gebrochen wurde.
Der Unterhalt der Prototypen-Serie gestaltete sich im Vergleich zu den Grossserien als äusserst kostenintensiv. Deshalb versuchten die SBB die vier Maschinen zu verkaufen und auch auf die vorgesehene Umzeichnung (Re 440 000–003) ins 1992 eingeführte UIC-konforme Nummernschema zu verzichten. Mit der SOB verständigte man sich schliesslich auf einen Fahrzeugtausch: die vier Re 4/4IV gingen an die SOB, die SBB übernahmen im Gegenzug vier Re 4/4III.

## SOB Re 446

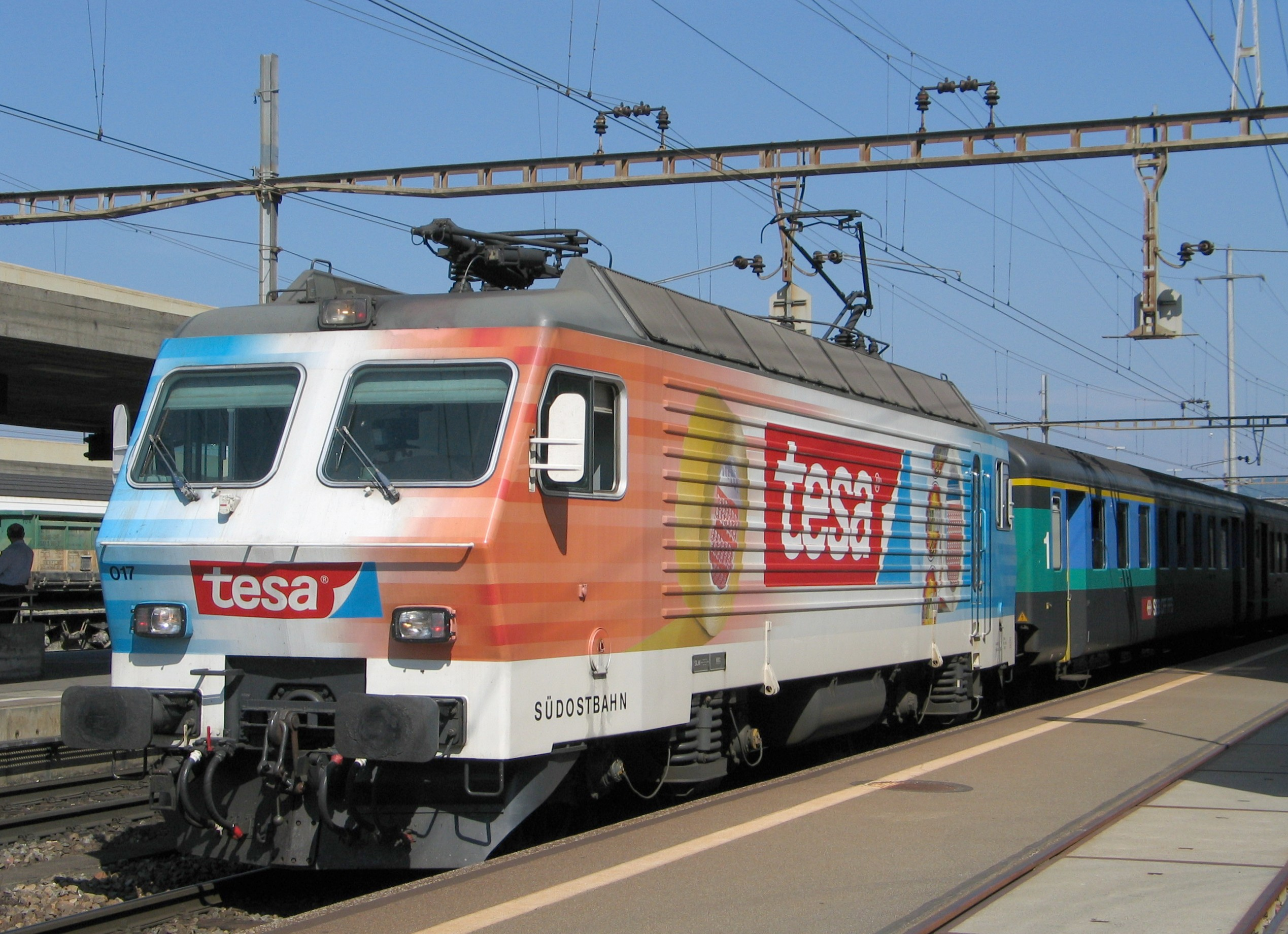
SOB Re 446 mit Werbeanstrich

Am 14. Dezember 1994 übernahm die SOB die ersten zwei Re 4/4IV von den SBB, allerdings zog sich der «Tausch» der restlichen beiden Loks noch bis 1996 hin. Bei den SOB erhielt die Kleinserie ihre neue Bezeichnung Re 446 (Re 446 445–448), allerdings fanden Neulackierung und Umzeichnung jeweils erst bei Revisionsarbeiten oder längeren Werkstattaufenthalten statt, so dass noch bis 1997 die letzte Re 4/4IV bei der SOB verkehrte.
Bei ihrer Übernahme behielten die Re 446 zunächst ihren roten Anstrich mit einem weissen SÜDOSTBAHN-Schriftzug und gelber Zierlinie. Bald wurden sie zu Werbelokomotiven; einige Zeit trugen alle vier Lokomotiven verschiedene Werbegestaltungen.
Anlässlich der Fusion der SOB mit der BT wurde 2001 ein neues Nummernschema eingeführt, weshalb die Re 446 445–448 umgezeichnet wurden und neu als Re 446 015–018 verkehren. Ebenso haben die 016 und die 018 ihr Werbekleid verloren und das neue SOB-Design in rot mit abgerundeten weissen Flächen auf den Seitenwänden und grossen Logos erhalten. Mit der Inbetriebnahme der FLIRT-Triebzüge 2007 wurde abermals ein neues Farbschema eingeführt, silbern mit roten an den Enden zugespitzten Flächen auf den Seitenwänden. In dieser Farbgebung wurde die 015 lackiert.
Seit der Übernahme 1995 setzte die SOB die Lokomotiven vornehmlich im Voralpen-Express auf der Achse (Romanshorn –) St. Gallen – Luzern ein. Anfangs wurden diese Züge mit Wagen des Typs EW IV geführt. Ab 1999 verkehrten die Züge mit modernisierten Wagen des Typs Revvivo. Die Züge wurden nun verpendelt, wobei nur drei Steuerwagen die Vielfachsteuerung IIId erhielten und somit Re-446-tauglich waren. Bis 2013 wurden die Re 446 ebenfalls vor dem Berufspendlerzug «Gipfeli-Express» Einsiedeln – Wädenswil – Zürich Altstetten eingesetzt. Es verkehrte ein Zugpaar am Morgen und eines am Abend. Während des Tages wurde die Lokomotive ebenfalls für Güterzüge auf der Achse Einsiedeln – Samstagern – Pfäffikon SZ eingesetzt. Diese Züge verkehrten ein bis zwei Mal pro Woche. Eine weitere Maschine war als Reserve in Samstagern stationiert. Sie fuhr zumeist am Abend Postzugleistungen auf dem Netz der SBB. Von Dezember 2013 bis Dezember 2019 wurden die Re 446 ausschliesslich im Voralpen-Express eingesetzt, der in diesem Zeitraum als Sandwich zwischen zwei Lokomotiven geführt wurde. Jeweils zwei Lokomotiven wurden somit in einem Pendel eingesetzt. Im Falle eines Defektes kann die Re 446 auch im Verband mit einem RBDe 561 oder einer Re 420 betrieben werden.

### Unfall
Am späten Abend des 5. Septembers 2007 entgleiste in Ebikon die Re 446-015, die damals einen Postzug beförderte. Der Triebfahrzeugführer hatte das Ausfahrsignal, das einem überholenden InterRegio in Fahrtrichtung Luzern galt, auf sich bezogen. Dank der Schutzweiche blieb eine Flankenfahrt zwischen den zwei Zügen aus, und die Lokomotive kam zwischen dem Gleis und einer Friedhofsmauer zum Stehen. Sie musste durch zwei Fahrzeugkrane aufgegleist werden. Die Fahrleitung wurde zu diesem Zweck vorübergehend ausgeschaltet und demontiert.

### Verkauf an EDG
Bis Dezember 2019 wurde der Voralpen-Express auf neue Garnituren des Typs Stadler Flirt «Traverso» umgestellt. Die vier Lokomotiven Re 446 wurden daraufhin an die Eisenbahndienstleister GmbH (EDG) verkauft. Sie behielten die letzten Werbegestaltungen aus ihrer Zeit bei der SOB, nur die Betreiberlogos wurden erneuert.